# Richard French
Richard French (* 20. Juni 1792 bei Boonesborough, Kentucky; † 1. Mai 1854, Covington, Kentucky) war ein US-amerikanischer Politiker und Mitglied des Repräsentantenhauses der Vereinigten Staaten aus Kentucky. Er wurde in der Nähe von Boonesborough geboren. Seine Schulbildung genoss er an französischen Privatschulen. Nach Abschluss der Schule studierte er Jura.
Er war zugelassener Rechtsanwalt  in den Vereinigten Staaten im Jahre 1820 praktizierte in Winchester (Kentucky).

## Politische Karriere
Er war Mitglied des Repräsentantenhauses der Vereinigten Staaten von 1820 bis 1826. 1829 war er Richter des Bezirksgerichts.
French wurde als Anhänger von Jackson in den 24. Kongress der Vereinigten Staaten von Amerika (4. März 1835 – 3. März 1837) gewählt. Die erneute Wahl in den 25. Kongress der Vereinigten Staaten von Amerika schaffte er nicht. Auch seine Kandidatur zum Gouverneur von  Kentucky 1840 war vergeblich. Als Demokrat wurde French in den 28. Kongress der Vereinigten Staaten von Amerika (4. März 1843 – 3. März 1845) gewählt. Auch im 30. Kongress der Vereinigten Staaten von Amerika Congress (4. März 1847 – 3. März 1849) war er vertreten.
Nach Beendigung seiner politischen Karriere praktizierte er wieder als Rechtsanwalt. Er starb in Covington (Kentucky) am 1. Mai 1854. Er wurde in der Familiengruft bei Mount Sterling (Kentucky) beigesetzt.